# International Mercantile Marine Company

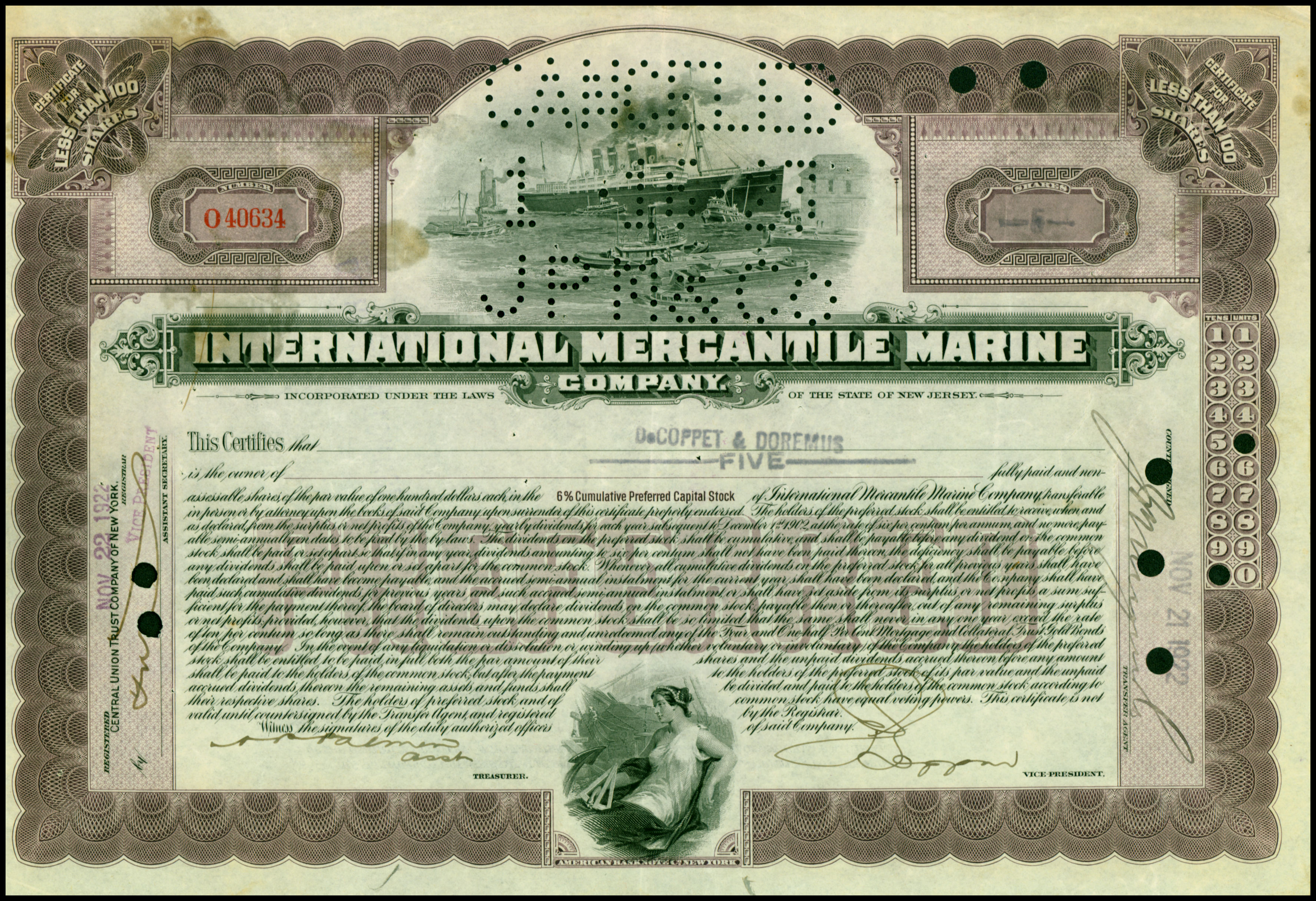
Etiqueta de una acción preferente de la IMMC, emitida el 21 de noviembre de 1922

La International Mercantile Marine Company, originalmente conocida como International Navigation Company, fue un trust de empresas creado a principios del siglo XX en un intento del banquero estadounidense J.P. Morgan por monopolizar el comercio marítimo. El resultado a largo plazo supuso grandes pérdidas para Morgan.
La IMM fue fundada por los magnates de la industria naviera Clement Griscom de la American Line y la Red Star Line, Bernard N. Baker de la Atlantic Transport Line, J. Bruce Ismay de la White Star Line, y John Ellerman de la Leyland Line. La Dominion Line también fue incorporada al conglomerado empresarial. El proyecto fue financiado por J.P. Morgan & Company, dirigido por el financiero J. P. Morgan. La compañía también mantenía una relación de reparto de beneficios con las navieras alemanas Hamburg America Line (HAPAG) y Norddeutscher Lloyd. El trust causó gran preocupación en la industria naviera británica, y motivó directamente la involucración del gobierno británico en la política de subsidios a la Cunard Line para la financiación de sus nuevos transatlánticos Lusitania y Mauretania, en un esfuerzo para competir con la IMM. Aun así, el trust pagó un gran sobreprecio para adquirir algunas de las compañías amalgamadas, debido a una sobreestimación de los beneficios potenciales. 
IMM era la compañía matriz que controlaba las empresas subsidiarias, que a su vez tenían sus propias filiales. Morgan trataba de dominar las rutas transatlánticas a través de la colocación en los consejos de dirección de las diferentes compañías de una serie de directivos, así como mediante arreglos contractuales con las industrias del ferrocarril, pero esto se demostró imposible debido a la naturaleza del transporte marítimo, la legislación antitrust estadounidense, y los acuerdos del gobierno británico. Una de las filiales de la IMM era la White Star Line, conocida por ser la propietaria del RMS Titanic.  El análisis de los registros financieros muestra que la IMM adolecía de un elevado apalancamiento y no disponía del efectivo adecuado, lo que motivó que declarara impagos a sus acreedores a finales de 1914. Como resultado, se realizó sobre la compañía una gestión "amistosa" de auditoría en 1915, la cual permitió a la IMM reorganizar sus finanzas; y emergió de este proceso en 1916. Salvada por la Primera Guerra Mundial, la IMM finalmente reemergió como la United States Lines, la cual operó a lo largo de la mayor parte del siglo hasta declararse en quiebra finalmente en 1986.
Un proyecto de ley para establecer un subsidio a la IMM, propuesto en el Congreso de Estados Unidos, no pudo ser aprobado, lo que fue ampliamente aparente ya en abril de 1902, y por tanto la compañía nunca fue realmente exitosa. Empezando en la década de 1920, la compañía experimentó una serie de fusiones y adquisiciones corporativas, que resultaron en su transformación como la United States Lines en 1943.

## Historia

### Fundación de la compañía

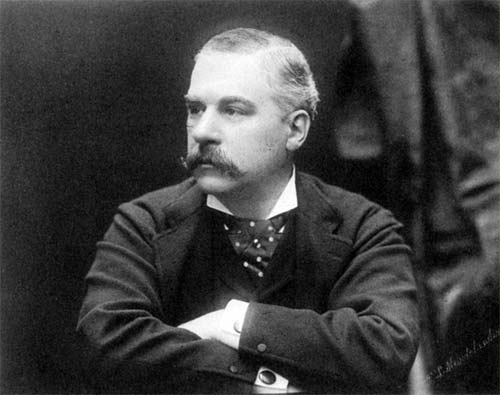
John Pierpont Morgan, propietario de la IMMC

Cuando la industria marítima de carga y pasajeros prosperó a finales del siglo XIX, algunos intentaron crear un conglomerado empresarial que monopolizara las compañías navieras de Estados Unidos. Aun así, todas las negociaciones a este particular en la década de 1890 no tuvieron éxito. La intervención de John Pierpont Morgan, uno de los hombres más ricos en el mundo, cambiaría esto.
La Atlantic Transport Line, propiedad de Bernard N. Baker, que disponía de buques de pasajeros y carga, competía intensamente con los británicos y otras compañías navieras. Baker intentó vender su compañía a John Ellerman, presidente de la empresa de transporte de carga Leyland Line, quién había tratado sin éxito de comprar la Cunard Line y HAPAG, dos potentes compañías europeas. Las negociaciones entre Baker y Ellerman progresaron, pero finalmente se fueron al traste.
Entretanto, J. P. Morgan había ya realizado acuerdos con Clement Griscom, presidente de la International Navigation Company (INC), que operaba la Red Star Line y la American Line. Finalmente, en diciembre de 1900, después de seis meses de negociaciones, la Atlantic Transport Line se unió a la INC.
Posteriormente, Baker, Morgan y Simon Bettle Jr. (representante de la INC) negociaron con Ellerman, esta vez con vistas a redimir su propiedad. Habría dos compañías que se unirían al trust. El nombre de una de ellas fue revelado en abril de 1901: la Leyland Line. El segundo resultó ser la prestigiosa White Star Line, comprada por el equipo de Morgan, después de unas largas negociaciones, en abril de 1902. El 1 de octubre de 1902, JP Morgan & Co. anunció la creación de la International Mercantile Marine Company, más generalmente conocida como IMM (los elementos constitutivos de la IMM habían no obstante estado operando desde hacía muchos años ya, incluyendo la INC, iniciada en 1871).

### Época dorada

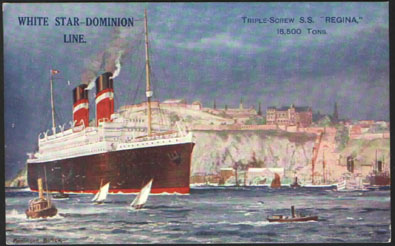
El SS Regina navegó para la Dominion Line y la White Star Line antes de ser transferido a la Red Star Line bajo el nombre de Westernland

La función de Morgan fue evolucionado con el paso de los años. Siendo norteamericano, no podía ser directamente propietario de barcos británicos, pero sí podía poseer a la compañía que poseía dichos barcos. En 1902, la IMM transportó a 64 738 pasajeros, una cifra que respondía a la elevada inmigración a los Estados Unidos. La IMM había firmado un acuerdo con dos de las compañías navieras alemanas más importantes, Norddeutscher Lloyd y HAPAG, las cuales trasladaron a un total de 66 838 pasajeros. El acuerdo entre Morgan y las empresas alemanas, firmado en Nueva York el 20 de febrero de 1902,  era un paso clave en la formación de la que se convertiría en la IMM, pero no acotó plenamente la tradicional y antigua fricción competitiva entre las principales navieras alemanas y las empresas británicas.
Las reacciones en el Reino Unido ayudaron a intensificar estas rivalidades. Poco después de la creación de la IMM, la Cunard Line, una de las principales compañías británicas independientes de mayor significancia, recibió subvenciones del gobierno británico para la construcción de dos grandes transatlánticos, el Lusitania y el Mauretania, los cuales fueron puestos en servicio a finales de 1907. La respuesta competitiva del grupo IMM tuvo lugar en 1908, cuando el astillero Harland & Wolff fue autorizado a construir un nuevo trío de buques, conocidos como la clase Olympic para la White Star Line: el Olympic, el Titanic, y el Britannic.
Desde 1902, IMM mantenía un acuerdo con William Pirrie, presidente del astillero y miembro de la administración de la White Star, mediante el cual todos los barcos de la compañía serían construidos por Harland & Wolff. Los barcos del conglomerado también cambiaban de una compañía a otra, como el Belgic, construido originalmente para la White Star, y que fue posteriormente transferido al servicio de la Red Star Line bajo el nombre de Belgenland, o el Regina, rebautizado como Westernland. Esto permitió a la IMM planificar la salida del Reino Unido de un barco suyo cada día, y los pasajeros podían cambiar su ticket al de otro barco de la compañía. Baker se retiró de la dirección de la Atlantic Transport Line poco después de su integración con la IMM, y fue reemplazado por Philip Franklin. Más tarde fue nombrado vicepresidente de la IMM, mientras Griscom fue reemplazado como presidente por Joseph Bruce Ismay en 1904 (quien era también presidente de la White Star Line).

### Declive

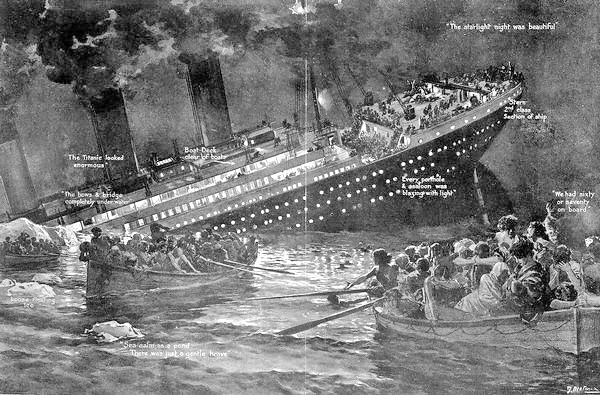
El hundimiento del RMS Titanic fue una de las causas del declive posterior de la IMM

El comienzo de la década de 1910 marcó un punto de inflexión para la IMM. El hundimiento del buque insignia de su flota, el RMS Titanic, en la madrugada del 14 al 15 de abril de 1912 durante su viaje inaugural a Nueva York, además de las graves pérdidas en vidas humanas también tuvo una honda repercusión financiera. La tragedia tuvo también repercusiones en la organización del trust. Durante la comisión de investigación norteamericana que investigó las causas del hundimiento, el senador William Alden Smith atacó abiertamente a Morgan y los principios de la compañía. Como había sido pactado antes del hundimiento del Titanic, J. Bruce Ismay se retiró como presidente de la IMM en 1913 y fue sucedido por Harold Sanderson. Morgan murió el 31 de marzo de 1913. Después de la gestión temporal entre 1915-16, Sanderson fue sucedido por Franklin, que había sido el auditor de la compañía.
Aun así, el hundimiento del Titanic no supuso el fin de la compañía. A pesar de que era teóricamente potente debido a su continua influencia entre algunas de las principales compañías navieras del sector, tanto norteamericanas, británicas, y alemanas, la matriz nunca pudo ver solventados sus propios problemas financieros, ni tampoco consiguió dominar la mayoría del comercio marítimo en el Atlántico norte, y por tanto no fue tan exitosa como se esperaba. Tras la gestión auditada en 1915 fue puesta en manos de Franklin, quién consiguió salvarla. A finales de 1920, recibió subvenciones del gobierno otorgadas a barcos americanos (construidos en los Estados Unidos o bajo su bandera) y en 1926 vendió la White Star Line a la Royal Mail Steam Packet Company (RMSPC) por £7 millones, de los cuales £2.35 millones estaban todavía sin pagar cuando la RMSPC, que se encontraba también sobreapalancada y sin capitalización, quebró a principios de la década de 1930 como resultado de la Gran Depresión y la consecuente caída del transporte de pasajeros a través del Atlántico durante los años siguientes. En 1930, la IMM poseía treinta barcos, que pasaron a ser diecinueve en 1933 y solo once en 1935.
La débil compañía fue fusionada con la Roosevelt Steamship Company (compañía matriz de la Roosevelt Line) en 1931 para formar la Roosevelt Internacional Mercantile Marine Company (RIMM). Más tarde en 1931, RIMM adquirió a la financieramente atribulada United States Lines y empezó a consolidar sus operaciones bajo esta marca. La Atlantic Transport Line fue disuelta a finales de 1931 y sus barcos fueron distribuidos en las divisiones restantes de la RIMM. 
La American Line fue fusionada con la United States Lines en 1932, la Red Star Line fue vendida a Arnold Bernstein en 1934, la Baltimore Mail Line se fusionó con la Unites States Lines en 1937, la Panama Pacific Line fue disuelta en 1938 y sus barcos despojados, y la American Merchant Line fue fusionada con la United States Lines también en 1938. 
Finalmente, la Roosevelt Line fue fusionada de igual forma con la Unites States Lines en 1940, dejando a la compañía como el único negocio de la RIMM. RIMM cambió su nombre a Unites States Lines Inc. en 1943, forjándose de nuevo como una compañía más pequeña centrada exclusivamente en rutas transatlánticas bajo una sola marca.
Todavía se considera en la moderna industria naviera a la IMM como un temprano intento de conseguir la propiedad corporativa de varias compañías bajo un solo conglomerado; la clase de grandes compañías que domina la mayor parte del tráfico comercial marítimo del mundo en la actualidad.

## Presidentes
- Clement A. Griscom, 1902–1904
- J. Bruce Ismay, 1904–1913
- Harold A. Sanderson, 1913–1915
- Receivership, 1915–1916
- Philip Albright Small Franklin, 1916-1936[23]
- John A. Franklin, 1936–1943

La compañía se convirtió en la United States Lines Inc, en 1943.

## Compañías propiedad de la IMM
- American Line: 1873-1932
- Inman Line: 1886-1893
- American Merchant Line: 1924-1938
- Holland America Line: La IMM poseyó el 50% de las acciones entre 1902-1917
- Atlantic Transport Line: 1901-1931
- Baltimore Mail Line: 1930-1937
- Dominion Line: 1902-1926
- Leyland Line: 1902-1927
- Panama Pacific Line: 1915-1938
- Red Star Line: 1871-1934
- Roosevelt Steamship Company: 1931-1940
- United States Lines: 1931-1943 (continuó como la sucesora de la IMM)
- White Star Line: 1902-1926